# Iron Lynx
La Iron Lynx è una scuderia automobilistica italiana fondata nel 2017 con sede a Cesena, in Emilia-Romagna. Il team compete nelle principali categorie del mondo endurance, nel FIA World Endurance Championship, e nell'European Le Mans Series della quale ha conquistato il titolo nel 2021 nella classe LMGTE e 2023 nella classe LMGT3. La squadra schiera in entrambi i campionati le Mercedes-AMG LMGT3, oltre ad una Oreca 07 nella classe LMP2 dell'European Le Mans Series. Inoltre, partecipa alla Ligier Endurance Series con una squadra dedicata alla crescita dei giovani piloti e al Mondiale Rally WRC 2.

## Storia
La scuderia viene fondata da Andrea Piccini, Deborah Mayer, Claudio Schiavoni e Sergio Pianezzola nel 2017. L'anno seguente, il team esordisce in pista iscrivendosi alla Lamborghini Super Trofeo. Dal 2019 con la spinta di Deborah Mayer viene creato il progetto Iron Dames, con l'obiettivo di supportare le donne nel mondo nel Motorsport. In quel anno il team si iscrive, oltre agli impegni in GT, anche alla Formula 4 italiana. 

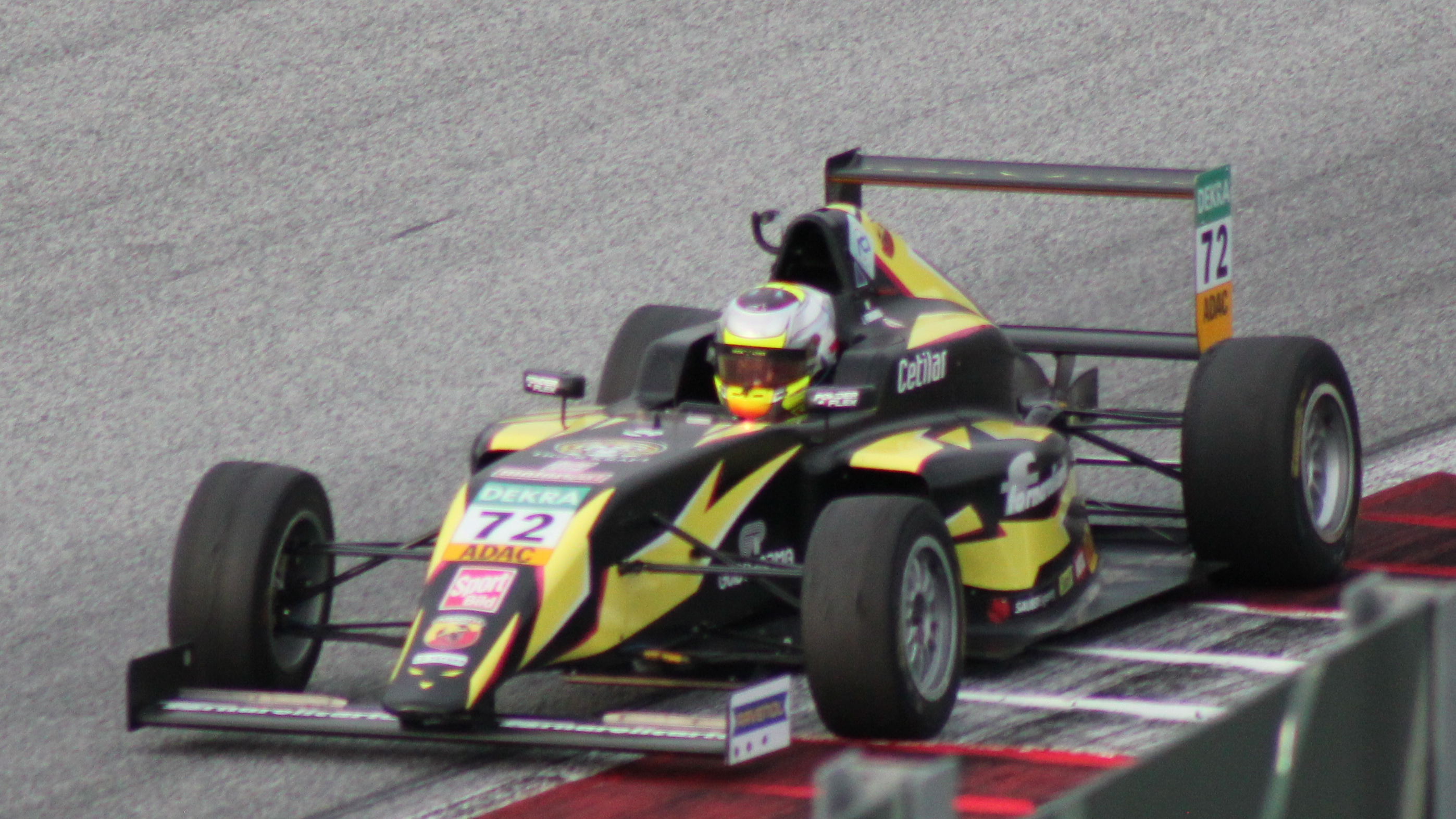
Leonardo Fornaroli con il team nel 2021

Nel 2020 il team si iscrive con due Ferrari 488 GTE Evo nella European Le Mans Series e partecipa con tre 488 GTE Evo alla 24 Ore di Le Mans nella classe LMGTE Am. In quella edizione la Iron ottiene come miglior risultato il nono posto di classe con la vettura portata in pista dal equipaggio femminile, composto da Rahel Frey, Michelle Gatting e Manuela Gostner. Lo stesso anno aumenta anche il suo impegno in monoposto correndo sia nel Campionato italiano di Formula 4 e sia Campionato ADAC di Formula 4. 
Nel 2021 il team esordisce nel Campionato del mondo endurance iscrivendo due 488 GTE Evo, una portata in pista con un equipaggio maschile e una con un equipaggio femminile. Come miglior risultato arriva il terzo posto (classe LMGTE Am) nella 24 Ore di Le Mans. Nell'European Le Mans Series portano tre 488 GTE Evo, il team si dimostra molto competitivo, vince tre corse e ottiene in totale otto podi nella serie, questi risultati portano la Iron Lynx a vincere nella classe LMGTE sia il titolo per i team e quello piloti con Matteo Cressoni, Rino Mastronardi e Miguel Molina.

La vettura numero 85 del team durante la 24 Ore di Le Mans 2022

Nel 2022 con il supporto del team Prema Racing porta in pista l'Oreca 07 nel Campionato del mondo endurance FIA, debuttano nel mondo dei prototipi, senza però interrompere gli impegni nella classe GT. In quell'anno il team, nella 4 Ore di Portimão, gara valida per la European Le Mans Series, ottiene la sua prima vittoria con l'equipaggio targato Iron Dames composto da Michelle Gatting, Sarah Bovy e Doriane Pin. 
Per il 2023, il team abbandona le vetture della Ferrari, esordisce nel Campionato IMSA WeatherTech SportsCar con la Lamborghini Huracán GT3 Evo 2, mentre nel WEC e nel ELMS utilizza la Porsche 911 RSR - 19.

### Progetto Hypercar
Il 5 novembre 2022 avviene l'accordo tra il team con il marchio Lamborghini, Iron Lynx a partire dal 2024 sarà il team ufficiale del marchio italiano per portare nel WEC e nel IMSA la nuova LMDh. Come primi piloti per il progetto e per lo sviluppo della vettura vengono scelti Mirko Bortolotti, Andrea Caldarelli e Romain Grosjean.

## Timeline
| Serie attuali                                 | Serie attuali            |
| --------------------------------------------- | ------------------------ |
| Lamborghini Super Trofeo Europe               | 2018–2019, 2022–presente |
| Campionato italiano di Formula 4              | 2019–presente            |
| Campionato del mondo endurance FIA            | 2021–presente            |
| GT World Challenge Europe Endurance Cup       | 2021–presente            |
| Campionato IMSA WeatherTech SportsCar         | 2023–presente            |
| Campionato FIA di Formula 3 europea regionale | 2024-presente            |
| Serie passate                                 |                          |
| SuperCars Series Trophy                       | 2019                     |
| Campionato Italiano Gran Turismo              | 2019, 2021               |
| Le Mans Cup                                   | 2019–2021                |
| European Le Mans Series                       | 2019–2022                |
| Campionato ADAC di Formula 4                  | 2020–2022                |
| Ferrari Challenge Europe                      | 2020–2022                |

## Risultati

### 24 Ore di Le Mans
| Anno | Squadra          | Classe   | N° | Vettura             | Piloti                                                 | Giri | Pos. | Class Pos. |
| ---- | ---------------- | -------- | -- | ------------------- | ------------------------------------------------------ | ---- | ---- | ---------- |
| 2020 | Iron Lynx        | LMGTE Am | 60 | Ferrari 488 GTE Evo | Sergio Pianazzola Paolo Ruberti Claudio Schiavoni      | 331  | 37º  | 11º        |
| 2020 | Iron Lynx        | LMGTE Am | 75 | Ferrari 488 GTE Evo | Matteo Cressoni Rino Mastronardi Andrea Piccini        | 211  | DNF  | DNF        |
| 2020 | Iron Lynx        | LMGTE Am | 85 | Ferrari 488 GTE Evo | Rahel Frey Michelle Gatting Manuela Gostner            | 332  | 34º  | 9º         |
| 2021 | Iron Lynx        | LMGTE Am | 60 | Ferrari 488 GTE Evo | Raffaele Giammaria Paolo Ruberti Claudio Schiavoni     | 335  | 30º  | 4º         |
| 2021 | Iron Lynx        | LMGTE Am | 80 | Ferrari 488 GTE Evo | Matteo Cressoni Rino Mastronardi Callum Ilott          | 338  | 27º  | 3º         |
| 2021 | Iron Dames       | LMGTE Am | 85 | Ferrari 488 GTE Evo | Rahel Frey Michelle Gatting Sarah Bovy                 | 332  | 36º  | 9º         |
| 2022 | Iron Lynx        | LMGTE Am | 60 | Ferrari 488 GTE Evo | Raffaele Giammaria Alessandro Balzan Claudio Schiavoni | 289  | DNF  | DNF        |
| 2022 | Iron Lynx        | LMGTE Am | 75 | Ferrari 488 GTE Evo | Pierre Ehret Christian Hook Nicolás Varrone            | 324  | 53º  | 17º        |
| 2022 | Iron Lynx        | LMGTE Am | 80 | Ferrari 488 GTE Evo | Matteo Cressoni Giancarlo Fisichella Richard Heistand  | 336  | 46º  | 13º        |
| 2022 | Iron Dames       | LMGTE Am | 85 | Ferrari 488 GTE Evo | Rahel Frey Michelle Gatting Sarah Bovy                 | 339  | 40º  | 7º         |
| 2022 | Prema Orlen Team | LMP2     | 9  | Oreca 07-Gibson     | Robert Kubica Louis Delétraz Lorenzo Colombo           | 369  | 6º   | 2º         |

### European Le Mans Series
| Anno | Classe | Vettura                      | Pilota              | 1       | 2       | 3       | 4       | 5     | 6     | PP  | Punti | PS | Punti |
| ---- | ------ | ---------------------------- | ------------------- | ------- | ------- | ------- | ------- | ----- | ----- | --- | ----- | -- | ----- |
| 2020 | LMGTE  | Ferrari 488 GTE Evo          | Rahel Frey          | RIC 3   | SPA 8   | LEC 3   | MNZ 3   | POR 6 |       | 5º  | 61    | 4º | 61    |
| 2020 | LMGTE  | Ferrari 488 GTE Evo          | Michelle Gatting    | RIC 3   | SPA 8   | LEC 3   | MNZ 3   | POR 6 |       | 5º  | 61    | 4º | 61    |
| 2020 | LMGTE  | Ferrari 488 GTE Evo          | Manuela Gostner     | RIC 3   | SPA 8   | LEC 3   | MNZ 3   | POR 6 |       | 5º  | 61    | 4º | 61    |
| 2020 | LMGTE  | Ferrari 488 GTE Evo          | Claudio Schiavoni   | RIC 6   | SPA Rit | LEC 5   | MNZ Rit | POR   |       | 14º | 19    | 7º | 35    |
| 2020 | LMGTE  | Ferrari 488 GTE Evo          | Andrea Piccini      | RIC 6   | SPA Rit | LEC 5   | MNZ     | POR 3 |       | 12º | 25    | 7º | 35    |
| 2020 | LMGTE  | Ferrari 488 GTE Evo          | Sergio Pianezzola   | RIC 6   | SPA Rit | LEC 5   | MNZ     | POR 3 |       | 12º | 25    | 7º | 35    |
| 2020 | LMGTE  | Ferrari 488 GTE Evo          | Rino Mastronardi    | RIC     | SPA     | LEC 5   | MNZ     | POR 3 |       | 10º | 26    | 7º | 35    |
| 2020 | LMGTE  | Ferrari 488 GTE Evo          | Nicklas Nielsen     | RIC     | SPA     | LEC 5   | MNZ     | POR   |       | 16º | 10    | 7º | 35    |
| 2021 | LMGTE  | Ferrari 488 GTE Evo          | Miguel Molina       | CAT 1   | RBR 3   | LEC 1   | MNZ 2   | SPA 2 | POR 1 | 1º  | 126   | 1º | 126   |
| 2021 | LMGTE  | Ferrari 488 GTE Evo          | Matteo Cressoni     | CAT 1   | RBR 3   | LEC 1   | MNZ 2   | SPA 2 | POR 1 | 1º  | 126   | 1º | 126   |
| 2021 | LMGTE  | Ferrari 488 GTE Evo          | Rino Mastronardi    | CAT 1   | RBR 3   | LEC 1   | MNZ 2   | SPA 2 | POR 1 | 1º  | 126   | 1º | 126   |
| 2021 | LMGTE  | Ferrari 488 GTE Evo          | Rahel Frey          | CAT 4   | RBR NC  | LEC NC  | MNZ 6   | SPA 3 | POR 3 | 8º  | 50    | 7º | 50    |
| 2021 | LMGTE  | Ferrari 488 GTE Evo          | Michelle Gatting    | CAT 4   | RBR NC  | LEC NC  | MNZ 6   | SPA 3 | POR 3 | 8º  | 50    | 7º | 50    |
| 2021 | LMGTE  | Ferrari 488 GTE Evo          | Manuela Gostner     | CAT 4   | RBR NC  | LEC NC  | MNZ 6   | SPA   | POR   | 15º | 20    | 7º | 50    |
| 2021 | LMGTE  | Ferrari 488 GTE Evo          | Sarah Bovy          | CAT     | RBR     | LEC     | MNZ     | SPA 3 | POR 3 | 12º | 30    | 7º | 50    |
| 2021 | LMGTE  | Ferrari 488 GTE Evo          | Paolo Ruberti       | CAT 5   | RBR 7   | LEC 5   | MNZ 5   | SPA 5 | POR 8 | 8º  | 50    | 8º | 50    |
| 2021 | LMGTE  | Ferrari 488 GTE Evo          | Giorgio Senargiotto | CAT 5   | RBR 7   | LEC 5   | MNZ 5   | SPA 5 | POR 8 | 8º  | 50    | 8º | 50    |
| 2021 | LMGTE  | Ferrari 488 GTE Evo          | Claudio Schiavoni   | CAT 5   | RBR 7   | LEC 5   | MNZ 5   | SPA 5 | POR 8 | 8º  | 50    | 8º | 50    |
| 2022 | LMGTE  | Ferrari 488 GTE Evo          | Michelle Gatting    | LEC 4   | IMO 8   | MNZ 5   | CAT Rit | SPA 2 | POR 1 | 3º  | 70    | 3º | 70    |
| 2022 | LMGTE  | Ferrari 488 GTE Evo          | Sarah Bovy          | LEC 4   | IMO 8   | MNZ 5   | CAT Rit | SPA 2 | POR 1 | 3º  | 70    | 3º | 70    |
| 2022 | LMGTE  | Ferrari 488 GTE Evo          | Rahel Frey          | LEC 4   | IMO 8   | MNZ 5   | CAT     | SPA   | POR   | 18º | 26    | 3º | 70    |
| 2022 | LMGTE  | Ferrari 488 GTE Evo          | Doriane Pin         | LEC     | IMO     | MNZ     | CAT Rit | SPA 2 | POR 1 | 9º  | 44    | 3º | 70    |
| 2022 | LMGTE  | Ferrari 488 GTE Evo          | Davide Rigon        | LEC 7   | IMO 5   | MNZ 1   | CAT 6   | SPA 9 | POR 4 | 4º  | 63    | 4º | 63    |
| 2022 | LMGTE  | Ferrari 488 GTE Evo          | Matteo Cressoni     | LEC 7   | IMO 5   | MNZ 1   | CAT 6   | SPA 9 | POR 4 | 4º  | 63    | 4º | 63    |
| 2022 | LMGTE  | Ferrari 488 GTE Evo          | Claudio Schiavoni   | LEC 7   | IMO 5   | MNZ 1   | CAT 6   | SPA 9 | POR 4 | 4º  | 63    | 4º | 63    |
| 2023 | LMGTE  | Porsche 911 RSR              | Matteo Cairoli      | CAT 4   | LEC 2   | ARA 7   | SPA 1   | POR 3 | ALG 8 | 3º  | 80    | 3º | 80    |
| 2023 | LMGTE  | Porsche 911 RSR              | Matteo Cressoni     | CAT 4   | LEC 2   | ARA 7   | SPA 1   | POR 3 | ALG 8 | 3º  | 80    | 3º | 80    |
| 2023 | LMGTE  | Porsche 911 RSR              | Claudio Schiavoni   | CAT 4   | LEC 2   | ARA 7   | SPA 1   | POR 3 | ALG 8 | 3º  | 80    | 3º | 80    |
| 2024 | LMP2   | Oreca 07                     | Matteo Cairoli      | CAT Rit | LEC 9   | IMO Rit | SPA 7   | MUG 1 | ALG 9 | 8º  | 36    | 8º | 36    |
| 2024 | LMP2   | Oreca 07                     | Macéo Capietto      | CAT Rit | LEC 9   | IMO Rit | SPA 7   | MUG 1 | ALG 9 | 8º  | 36    | 8º | 36    |
| 2024 | LMP2   | Oreca 07                     | Jonas Ried          | CAT Rit | LEC 9   | IMO Rit | SPA 7   | MUG 1 | ALG 9 | 8º  | 36    | 8º | 36    |
| 2024 | LMGT3  | Lamborghini Huracán GT3 EVO2 | Andrea Caldarelli   | CAT 3   | LEC 2   | IMO 3   | SPA Rit | MUG 9 | ALG 1 | 1º  | 76    | 1º | 76    |
| 2024 | LMGT3  | Lamborghini Huracán GT3 EVO2 | Axcil Jefferies     | CAT 3   | LEC 2   | IMO 3   | SPA Rit | MUG 9 | ALG 1 | 1º  | 76    | 1º | 76    |
| 2024 | LMGT3  | Lamborghini Huracán GT3 EVO2 | Hiroshi Hamaguchi   | CAT 3   | LEC 2   | IMO 3   | SPA Rit | MUG 9 | ALG 1 | 1º  | 76    | 1º | 76    |
| 2024 | LMGT3  | Porsche 911 GT3 R            | Michelle Gatting    | CAT Rit | LEC 4   | IMO 1   | SPA Rit | MUG 7 | ALG 2 | 4º  | 65    | 4º | 65    |
| 2024 | LMGT3  | Porsche 911 GT3 R            | Rahel Frey          | CAT Rit | LEC 4   | IMO 1   | SPA Rit | MUG 7 | ALG 2 | 4º  | 65    | 4º | 65    |
| 2024 | LMGT3  | Porsche 911 GT3 R            | Sarah Bovy          | CAT Rit | LEC 4   | IMO 1   | SPA Rit | MUG 7 | ALG 2 | 4º  | 65    | 4º | 65    |

### Campionato del mondo endurance
| Anno | Classe   | Vettura                      | Pilota               | 1       | 2       | 3       | 4       | 5       | 6      | 7       | PP      | Punti | PC   | Punti |      |
| ---- | -------- | ---------------------------- | -------------------- | ------- | ------- | ------- | ------- | ------- | ------ | ------- | ------- | ----- | ---- | ----- | ---- |
| 2021 | LMGTE Am | Ferrari 488 GTE Evo          | Rahel Frey           | SPA 8   | ALG 6   | MNZ 8   | LMS 6   | BHR 8   | BHR 8  |         |         | 10º   | 46   | 10º   | 46   |
| 2021 | LMGTE Am | Ferrari 488 GTE Evo          | Manuela Gostner      | SPA 8   | ALG 6   | MNZ     | LMS     | BHR     | BHR    |         |         | 18º   | 16   | 10º   | 46   |
| 2021 | LMGTE Am | Ferrari 488 GTE Evo          | Katherine Legge      | SPA 8   | ALG     | MNZ     | LMS     | BHR 8   | BHR 8  |         |         | 19º   | 14   | 10º   | 46   |
| 2021 | LMGTE Am | Ferrari 488 GTE Evo          | Michelle Gatting     | SPA     | ALG 6   | MNZ 8   | LMS 6   | BHR     | BHR    |         |         | 12º   | 32   | 10º   | 46   |
| 2021 | LMGTE Am | Ferrari 488 GTE Evo          | Sarah Bovy           | SPA     | ALG     | MNZ 8   | LMS 6   | BHR 8   | BHR 8  |         |         | 14º   | 30   | 10º   | 46   |
| 2021 | LMGTE Am | Ferrari 488 GTE Evo          | Claudio Schiavoni    | SPA 9   | ALG 5   | MNZ Rit | LMS 3   | BHR     | BHR 5  |         |         | 7º    | 62   | 7º    | 63,5 |
| 2021 | LMGTE Am | Ferrari 488 GTE Evo          | Andrea Piccini       | SPA 9   | ALG 5   | MNZ Rit | LMS     | BHR 11  | BHR 5  |         |         | 11º   | 33,5 | 7º    | 63,5 |
| 2021 | LMGTE Am | Ferrari 488 GTE Evo          | Matteo Cressoni      | SPA 9   | ALG 5   | MNZ Rit | LMS     | BHR 11  | BHR 5  |         |         | 11º   | 33,5 | 7º    | 63,5 |
| 2021 | LMGTE Am | Ferrari 488 GTE Evo          | Paolo Ruberti        | SPA     | ALG     | MNZ     | LMS 3   | BHR     | BHR    |         |         | 13º   | 30   | 7º    | 63,5 |
| 2021 | LMGTE Am | Ferrari 488 GTE Evo          | Raffaele Giammaria   | SPA     | ALG     | MNZ     | LMS 3   | BHR     | BHR    |         |         | 13º   | 30   | 7º    | 63,5 |
| 2021 | LMGTE Am | Ferrari 488 GTE Evo          | Rino Mastronardi     | SPA     | ALG     | MNZ     | LMS     | BHR 11  | BHR    |         |         | 23°   | 1,5  | 7º    | 63,5 |
| 2022 | LMGTE Am | Ferrari 488 GTE Evo          | Rahel Frey           | SEB 5   | SPA 10  | LMS 6   | MNZ 2   | FUJ 2   | BHR 3  |         |         | 4º    | 93   | 3º    | 93   |
| 2022 | LMGTE Am | Ferrari 488 GTE Evo          | Michelle Gatting     | SEB 5   | SPA     | LMS 6   | MNZ 2   | FUJ 2   | BHR 3  |         |         | 5º    | 92   | 3º    | 93   |
| 2022 | LMGTE Am | Ferrari 488 GTE Evo          | Sarah Bovy           | SEB 5   | SPA     | LMS 6   | MNZ 2   | FUJ 2   | BHR 3  |         |         | 5º    | 92   | 3º    | 93   |
| 2022 | LMGTE Am | Ferrari 488 GTE Evo          | Christina Nielsen    | SEB     | SPA 10  | LMS     | MNZ     | FUJ     | BHR    |         |         | 27º   | 1    | 3º    | 93   |
| 2022 | LMGTE Am | Ferrari 488 GTE Evo          | Doriane Pin          | SEB     | SPA 10  | LMS     | MNZ     | FUJ     | BHR    |         |         | 27º   | 1    | 3º    | 93   |
| 2022 | LMGTE Am | Ferrari 488 GTE Evo          | Claudio Schiavoni    | SEB 8   | SPA 8   | LMS Rit | MNZ 4   | FUJ 11  | BHR 9  |         |         | 19º   | 25   | 12º   | 25   |
| 2022 | LMGTE Am | Ferrari 488 GTE Evo          | Giancarlo Fisichella | SEB 8   | SPA 8   | LMS     | MNZ 4   | FUJ 11  | BHR 9  |         |         | 19º   | 25   | 12º   | 25   |
| 2022 | LMGTE Am | Ferrari 488 GTE Evo          | Matteo Cressoni      | SEB 8   | SPA 8   | LMS     | MNZ 4   | FUJ 11  | BHR 9  |         |         | 19º   | 25   | 12º   | 25   |
| 2022 | LMGTE Am | Ferrari 488 GTE Evo          | Alessandro Balzan    | SEB     | SPA     | LMS Rit | MNZ     | FUJ     | BHR    |         |         | 28º   | 0    | 12º   | 25   |
| 2022 | LMGTE Am | Ferrari 488 GTE Evo          | Raffaele Giammaria   | SEB     | SPA     | LMS Rit | MNZ     | FUJ     | BHR    |         |         | 28º   | 0    | 12º   | 25   |
| 2023 | LMGTE Am | Ferrari 488 GTE Evo          | Rahel Frey           | SEB 8   | POR 3   | SPA 5   | LMS 4   | MNZ 5   | FUJ 4  | BHR 1   |         | 2º    | 118  | 2º    | 118  |
| 2023 | LMGTE Am | Ferrari 488 GTE Evo          | Michelle Gatting     | SEB 8   | POR 3   | SPA 5   | LMS 4   | MNZ 5   | FUJ 4  | BHR 1   |         | 2º    | 118  | 2º    | 118  |
| 2023 | LMGTE Am | Ferrari 488 GTE Evo          | Sarah Bovy           | SEB 8   | POR 3   | SPA 5   | LMS 4   | MNZ 5   | FUJ 4  | BHR 1   |         | 2º    | 118  | 2º    | 118  |
| 2023 | LMGTE Am | Ferrari 488 GTE Evo          | Alessio Picariello   | SEB 6   | POR 12  | SPA 11  | LMS Rit | MNZ 2   | FUJ 11 | BHR Rit |         | 15º   | 30   | 13º   | 30   |
| 2023 | LMGTE Am | Ferrari 488 GTE Evo          | Matteo Cressoni      | SEB 6   | POR 12  | SPA 11  | LMS Rit | MNZ 2   | FUJ 11 | BHR Rit |         | 15º   | 30   | 13º   | 30   |
| 2023 | LMGTE Am | Ferrari 488 GTE Evo          | Claudio Schiavoni    | SEB 6   | POR 12  | SPA 11  | LMS Rit | MNZ 2   | FUJ 11 | BHR Rit |         | 15º   | 30   | 13º   | 30   |
| 2024 | Hypercar | Lamborghini SC63             | Mirko Bortolotti     | QAT 13  | ITA 12  | SPA Rit | LMS 10  | SAN 17  | CDA 14 | FUJ Rit | BHR Rit | 31º   | 2    | 8º    | 11   |
| 2024 | Hypercar | Lamborghini SC63             | Daniil Kvjat         | QAT 13  | ITA 12  | SPA Rit | LMS 10  | SAN 17  | CDA 14 | FUJ Rit | BHR Rit | 31º   | 2    | 8º    | 11   |
| 2024 | Hypercar | Lamborghini SC63             | Edoardo Mortara      | QAT 13  | ITA 12  | SPA     | LMS 10  | SAN 17  | CDA 14 | FUJ Rit | BHR Rit | 31º   | 2    | 8º    | 11   |
| 2024 | Hypercar | Lamborghini SC63             | Andrea Caldarelli    | QAT     | ITA     | SPA Rit | LMS     | SAN     | CDA    | FUJ     | BHR     | 34º   | 0    | 8º    | 11   |
| 2024 | LMGT3    | Lamborghini Huracán GT3 EVO2 | Michelle Gatting     | QAT 8   | ITA Rit | SPA 5   | LMS 4   | SAN Rit | CDA 13 | FUJ 5   | BHR 10  | 8º    | 54   | 8º    | 54   |
| 2024 | LMGT3    | Lamborghini Huracán GT3 EVO2 | Sarah Bovy           | QAT 8   | ITA Rit | SPA 5   | LMS 4   | SAN Rit | CDA 13 | FUJ 5   | BHR 10  | 8º    | 54   | 8º    | 54   |
| 2024 | LMGT3    | Lamborghini Huracán GT3 EVO2 | Doriane Pin          | QAT 8   | ITA Rit | SPA     | LMS     | SAN     | CDA    | FUJ     | BHR     | 29º   | 6    | 8º    | 54   |
| 2024 | LMGT3    | Lamborghini Huracán GT3 EVO2 | Rahel Frey           | QAT     | ITA     | SPA 5   | LMS 4   | SAN Rit | CDA 13 | FUJ 5   | BHR 10  | 12º   | 48   | 8º    | 54   |
| 2024 | LMGT3    | Lamborghini Huracán GT3 EVO2 | Matteo Cressoni      | QAT 12  | ITA 13  | SPA 3   | LMS 13  | SAN 14  | CDA 12 | FUJ 13  | BHR 4   | 19º   | 33   | 15º   | 33   |
| 2024 | LMGT3    | Lamborghini Huracán GT3 EVO2 | Claudio Schiavoni    | QAT 12  | ITA 13  | SPA 3   | LMS 13  | SAN 14  | CDA 12 | FUJ 13  | BHR 4   | 19º   | 33   | 15º   | 33   |
| 2024 | LMGT3    | Lamborghini Huracán GT3 EVO2 | Franck Perera        | QAT 12  | ITA 13  | SPA 3   | LMS 13  | SAN 14  | CDA 12 | FUJ 13  | BHR     | 25º   | 15   | 15º   | 33   |
| 2024 | LMGT3    | Lamborghini Huracán GT3 EVO2 | Matteo Cairoli       | QAT     | ITA     | SPA     | LMS     | SAN     | CDA    | FUJ     | BHR 4   | 21º   | 18   | 15º   | 33   |
| 2025 | LMGT3    | Mercedes-AMG GT3 Evo         | Maxime Martin        | QAT Rit | ITA 13  | SPA 11  | LMS     | SAN     | CDA    | FUJ     | BHR     | 20º   | 0    | 17º   | 0    |
| 2025 | LMGT3    | Mercedes-AMG GT3 Evo         | Lin Hodenius         | QAT Rit | ITA 13  | SPA 11  | LMS     | SAN     | CDA    | FUJ     | BHR     | 20º   | 0    | 17º   | 0    |
| 2025 | LMGT3    | Mercedes-AMG GT3 Evo         | Christian Ried       | QAT Rit | ITA 13  | SPA     | LMS     | SAN     | CDA    | FUJ     | BHR     | 24º   | 0    | 17º   | 0    |
| 2025 | LMGT3    | Mercedes-AMG GT3 Evo         | Martin Berry         | QAT     | ITA     | SPA 11  | LMS     | SAN     | CDA    | FUJ     | BHR     | 21º   | 0    | 17º   | 0    |
| 2025 | LMGT3    | Mercedes-AMG GT3 Evo         | Matteo Cairoli       | QAT NC  | ITA 15  | SPA 12  | LMS     | SAN     | CDA    | FUJ     | BHR     | 22º   | 0    | 18º   | 0    |
| 2025 | LMGT3    | Mercedes-AMG GT3 Evo         | Matteo Cressoni      | QAT NC  | ITA 15  | SPA     | LMS     | SAN     | CDA    | FUJ     | BHR     | 25º   | 0    | 18º   | 0    |
| 2025 | LMGT3    | Mercedes-AMG GT3 Evo         | Claudio Schiavoni    | QAT NC  | ITA 15  | SPA     | LMS     | SAN     | CDA    | FUJ     | BHR     | 25º   | 0    | 18º   | 0    |
| 2025 | LMGT3    | Mercedes-AMG GT3 Evo         | Brenton Grove        | QAT     | ITA     | SPA 12  | LMS     | SAN     | CDA    | FUJ     | BHR     | 23º   | 0    | 18º   | 0    |
| 2025 | LMGT3    | Mercedes-AMG GT3 Evo         | Stephen Grove        | QAT     | ITA     | SPA 12  | LMS     | SAN     | CDA    | FUJ     | BHR     | 23º   | 0    | 18º   | 0    |

### Campionato sportprototipi IMSA
| Anno | Classe  | Vettura                      | Pilota             | 1      | 2      | 3   | 4   | 5      | 6      | 7   | 8     | 9      | 10     | 11     | PP  | Punti | PC  | Punti |
| ---- | ------- | ---------------------------- | ------------------ | ------ | ------ | --- | --- | ------ | ------ | --- | ----- | ------ | ------ | ------ | --- | ----- | --- | ----- |
| 2023 | GTD Pro | Lamborghini Huracán GT3 EVO2 | Jordan Pepper      | DAY 4  | SEB 4  | LBH | LGA | WGL 9  | MOS    | LIM | ELK   | VIR    | IMS    | ATL 6  | 7º  | 1137  | 7º  | 1137  |
| 2023 | GTD Pro | Lamborghini Huracán GT3 EVO2 | Romain Grosjean    | DAY 4  | SEB 4  | LBH | LGA | WGL    | MOS    | LIM | ELK   | VIR    | IMS    | ATL    | 14º | 612   | 7º  | 1137  |
| 2023 | GTD Pro | Lamborghini Huracán GT3 EVO2 | Andrea Caldarelli  | DAY 4  | SEB    | LBH | LGA | WGL 9  | MOS    | LIM | ELK   | VIR    | IMS    | ATL    | 18º | 558   | 7º  | 1137  |
| 2023 | GTD Pro | Lamborghini Huracán GT3 EVO2 | Mirko Bortolotti   | DAY 4  | SEB    | LBH | LGA | WGL    | MOS    | LIM | ELK   | VIR    | IMS    | ATL 6  | 16° | 579   | 7º  | 1137  |
| 2023 | GTD Pro | Lamborghini Huracán GT3 EVO2 | Franck Perera      | DAY    | SEB 4  | LBH | LGA | WGL    | MOS    | LIM | ELK   | VIR    | IMS    | ATL 6  | 16° | 579   | 7º  | 1137  |
| 2023 | GTD     | Lamborghini Huracán GT3 EVO2 | Rahel Frey         | DAY 18 | SEB 11 | LBH | LGA | WGL 16 | MOS    | LIM | ELK   | VIR    | IMS    | ATL 12 | 35º | 770   | 19º | 770   |
| 2023 | GTD     | Lamborghini Huracán GT3 EVO2 | Michelle Gatting   | DAY 18 | SEB 11 | LBH | LGA | WGL 16 | MOS    | LIM | ELK   | VIR    | IMS    | ATL 12 | 35º | 770   | 19º | 770   |
| 2023 | GTD     | Lamborghini Huracán GT3 EVO2 | Sarah Bovy         | DAY 18 | SEB 11 | LBH | LGA | WGL    | MOS    | LIM | ELK   | VIR    | IMS    | ATL    | 45º | 368   | 19º | 770   |
| 2023 | GTD     | Lamborghini Huracán GT3 EVO2 | Doriane Pin        | DAY 18 | SEB    | LBH | LGA | WGL 16 | MOS    | LIM | ELK   | VIR    | IMS    | ATL 12 | 42º | 550   | 19º | 770   |
| 2023 | GTD     | Lamborghini Huracán GT3 EVO2 | Franck Perera      | DAY 12 | SEB    | LBH | LGA | WGL    | MOS    | LIM | ELK   | VIR    | IMS    | ATL    | 60º | 190   | 24º | 190   |
| 2023 | GTD     | Lamborghini Huracán GT3 EVO2 | Rolf Ineichen      | DAY 12 | SEB    | LBH | LGA | WGL    | MOS    | LIM | ELK   | VIR    | IMS    | ATL    | 60º | 190   | 24º | 190   |
| 2023 | GTD     | Lamborghini Huracán GT3 EVO2 | Raffaele Giammaria | DAY 12 | SEB    | LBH | LGA | WGL    | MOS    | LIM | ELK   | VIR    | IMS    | ATL    | 60º | 190   | 24º | 190   |
| 2023 | GTD     | Lamborghini Huracán GT3 EVO2 | Claudio Schiavoni  | DAY 12 | SEB    | LBH | LGA | WGL    | MOS    | LIM | ELK   | VIR    | IMS    | ATL    | 60º | 190   | 24º | 190   |
| 2024 | GTP     | Lamborghini SC63             | Andrea Caldarelli  | DAY    | SEB 7  | LBH | LGA | DET    | WGL 11 | ELK | VIR 8 | IMS    | ATL 8  |        | 16º | 986   | 11º | 986   |
| 2024 | GTP     | Lamborghini SC63             | Matteo Cairoli     | DAY    | SEB 7  | LBH | LGA | DET    | WGL 11 | ELK | VIR 8 | IMS    | ATL 8  |        | 16º | 986   | 11º | 986   |
| 2024 | GTP     | Lamborghini SC63             | Romain Grosjean    | DAY    | SEB 7  | LBH | LGA | DET    | WGL    | ELK | VIR 8 | IMS    | ATL 8  |        | 22º | 764   | 11º | 986   |
| 2024 | GTD Pro | Lamborghini Huracán GT3 EVO2 | Jordan Pepper      | DAY 7  | SEB 3  | LGA | DET | WGL 9  | MOS    | ELK | VIR   | IMS    | ATL 1  |        | 16º | 1211  | 11º | 1413  |
| 2024 | GTD Pro | Lamborghini Huracán GT3 EVO2 | Franck Perera      | DAY 7  | SEB 3  | LGA | DET | WGL 9  | MOS    | ELK | VIR   | IMS    | ATL 1  |        | 16º | 1211  | 11º | 1413  |
| 2024 | GTD Pro | Lamborghini Huracán GT3 EVO2 | Mirko Bortolotti   | DAY 7  | SEB 3  | LGA | DET | WGL    | MOS    | ELK | VIR   | IMS    | ATL 1  |        | 18º | 970   | 11º | 1413  |
| 2024 | GTD Pro | Lamborghini Huracán GT3 EVO2 | Andrea Caldarelli  | DAY 7  | SEB    | LGA | DET | WGL    | MOS    | ELK | VIR   | IMS    | ATL    |        | 36º | 268   | 11º | 1413  |
| 2024 | GTD Pro | Lamborghini Huracán GT3 EVO2 | Luca Engstler      | DAY    | SEB    | LGA | DET | WGL    | MOS    | ELK | VIR   | IMS 13 | ATL    |        | 44º | 202   | 11º | 1413  |
| 2024 | GTD Pro | Lamborghini Huracán GT3 EVO2 | Maximilian Paul    | DAY    | SEB    | LGA | DET | WGL    | MOS    | ELK | VIR   | IMS 13 | ATL    |        | 44º | 202   | 11º | 1413  |
| 2024 | GTD Pro | Lamborghini Huracán GT3 EVO2 | Matteo Cressoni    | DAY 12 | SEB 6  | LGA | DET | WGL    | MOS    | ELK | VIR   | IMS    | ATL    |        | 29º | 484   | 14º | 484   |
| 2024 | GTD Pro | Lamborghini Huracán GT3 EVO2 | Claudio Schiavoni  | DAY 12 | SEB 6  | LGA | DET | WGL    | MOS    | ELK | VIR   | IMS    | ATL    |        | 29º | 484   | 14º | 484   |
| 2024 | GTD Pro | Lamborghini Huracán GT3 EVO2 | Matteo Cairoli     | DAY 12 | SEB    | LGA | DET | WGL    | MOS    | ELK | VIR   | IMS    | ATL    |        | 43º | 213   | 14º | 484   |
| 2024 | GTD Pro | Lamborghini Huracán GT3 EVO2 | Romain Grosjean    | DAY 12 | SEB    | LGA | DET | WGL    | MOS    | ELK | VIR   | IMS    | ATL    |        | 43º | 213   | 14º | 484   |
| 2024 | GTD Pro | Lamborghini Huracán GT3 EVO2 | Leonardo Pulcini   | DAY    | SEB 6  | LGA | DET | WGL    | MOS    | ELK | VIR   | IMS    | ATL    |        | 35º | 271   | 14º | 484   |
| 2024 | GTD     | Lamborghini Huracán GT3 EVO2 | Michelle Gatting   | DAY 6  | SEB 20 | LGA | DET | WGL 15 | MOS    | ELK | VIR   | IMS 18 | ATL 13 |        | 39º | 918   | 21º | 918   |
| 2024 | GTD     | Lamborghini Huracán GT3 EVO2 | Rahel Frey         | DAY 6  | SEB 20 | LGA | DET | WGL 15 | MOS    | ELK | VIR   | IMS 18 | ATL 13 |        | 39º | 918   | 21º | 918   |
| 2024 | GTD     | Lamborghini Huracán GT3 EVO2 | Sarah Bovy         | DAY 6  | SEB 20 | LGA | DET | WGL 15 | MOS    | ELK | VIR   | IMS 18 | ATL 13 |        | 39º | 918   | 21º | 918   |
| 2024 | GTD     | Lamborghini Huracán GT3 EVO2 | Doriane Pin        | DAY 6  | SEB    | LGA | DET | WGL    | MOS    | ELK | VIR   | IMS    | ATL    |        | 53º | 268   | 21º | 918   |

## Palmarès
- 2  Campionato Team Le Mans Cup classe GT3: 2020 e 2021
- 1  Campionato Piloti Le Mans Cup classe GT3: 2020 (Mastronardi)

- 1  Campionato Team ELMS classe LMGTE: 2021
- 1  Campionato Piloti ELMS classe LMGTE: 2021 (Cressoni, Mastronardi, Molina)